# Grabmal des Ritters Hermann von Hagen

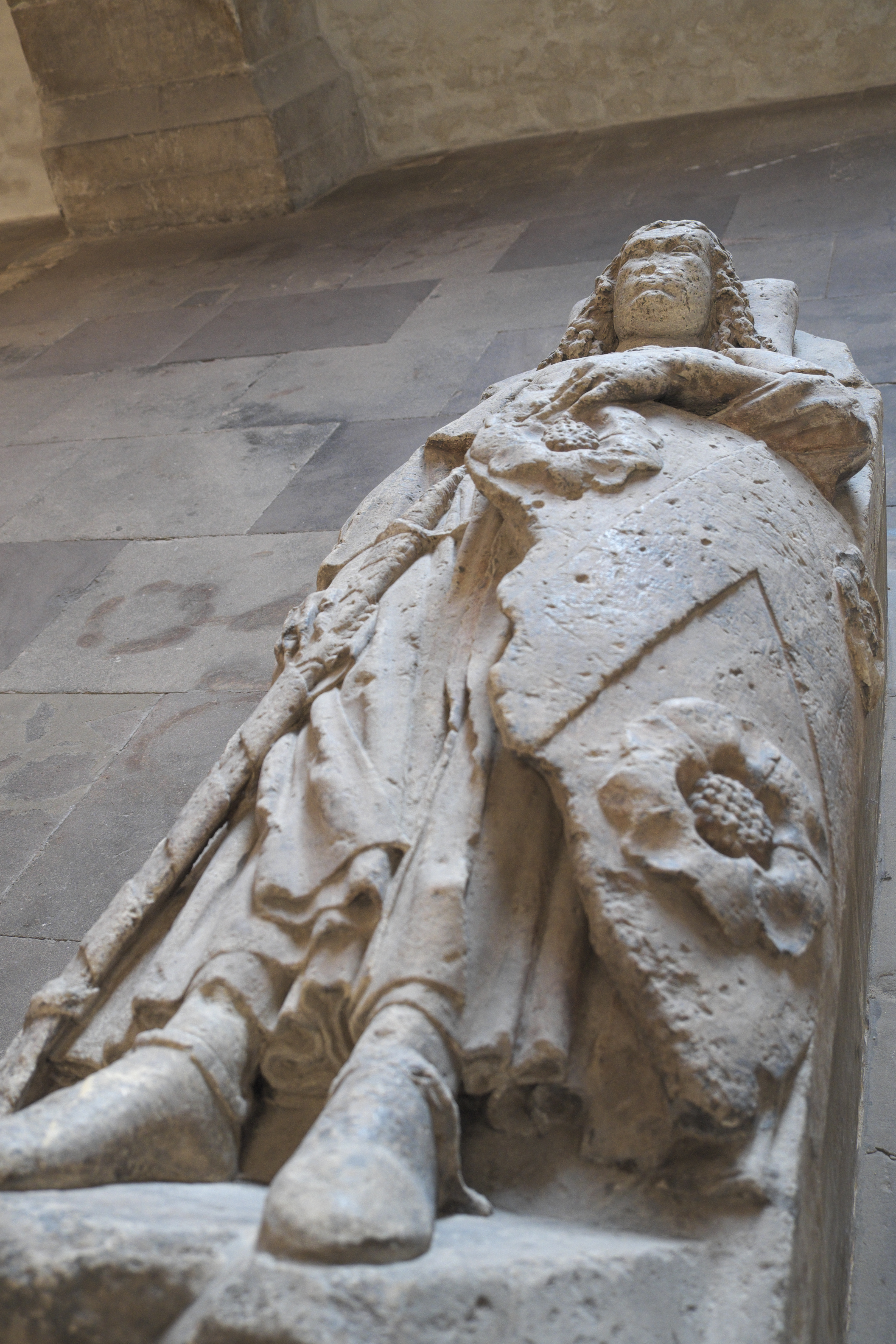
Grabmal des Ritters Hermann von Hagen im Merseburger Dom

Das Grabmal des Ritters Hermann von Hagen, das heute im nördlichen Schiff der Vorhalle des Merseburger Doms steht, wurde von einem mitteldeutschen Bildhauer um 1250 geschaffen, der unter dem unmittelbaren Einfluss der Werkstatt der Naumburger Stifterfiguren stand. 

## Beschreibung
Die ursprünglich gefasste Figur aus Kalkstein ist 1,60 Meter lang. Das Grabmal selbst ist 189 cm lang, 63 cm breit und 39 cm hoch. Im Gesicht und an den Händen des Ritters sind starke Beschädigungen zu sehen. Der linke Fuß ist zur Hälfte ergänzt. Die Grundplatte, auf der die Figur des Hermann von Hagen liegt, ist an den Ecken abgeschrägt. Vermutlich stand das Grabmal ursprünglich in der Nähe des Altars. 
Der Verstorbene ruht auf einem schmalen Kissen, die Füße stützt eine Art Suppedaneum. Der dargestellte Mann, vermutlich im Alter von Mitte 30, hat volle Züge und die Augen geöffnet. Er trägt adelige Kleidung seiner Zeit: Gegürteter, knöchellanger Rock und einen Tasselmantel. Das gelockte, halblange Haar ist offen und von einer Stoffmütze bedeckt. Seine adelige Herkunft zeigen die Reitersporen, das Schwert und das große Schild mit Wappen an seiner linken Seite. Das Wappen der Familie von Hagen (neuhochdeutsch Hain) besteht aus einem Sparren und drei Rosenblüten. Der Ritter ist im Gegensatz zu vielen mittelalterlichen Grabbildern liegend und nicht stehend dargestellt. 
Am 13. September 1242 hatte Hermann von Hagen in einer Urkunde sein Seelgerät gestiftet, in dem auch seiner bereits verstorbenen Mutter Cäcilie gedacht wird. Wann genau Hermann von Hagen starb, ist nicht bekannt. Es ist anzunehmen, dass er zu Lebzeiten den Auftrag für seine Grabplatte erteilt hat.